# Shahed Aviation Industries
Shahed Aviation Industries Research Center (перс. مرکز تحقیقات صنایع هوایی شاهد) — іранська аерокосмічна компанія, відома розробкою військових вертольотів і БпЛА. Компанія пов'язана з Повітряно-космічними силами Корпусу вартових Ісламської революції і корпорацією Iran Aircraft Manufacturing Industries Corporation (HESA).

## Продукція

### Вертольоти
- HESA Shahed 274[en]
- HESA Shahed 278[en]
- HESA Shahed 285

### Дрони
- Shahed 121
- Shahed 123[3]
- Shahed 125[4]
- Shahed 129
- Shahed 131
- Shahed 136
- Shahed 141[5]
- Shahed 149 Gaza[en]
- Shahed 161[5]
- Shahed Saegheh-1
- Shahed 171 Simorgh
- Shahed 191 (Saegheh-2)
- Shahed 197[6]
- Shahed 236 (МС 236)[7][8]
- Shahed 238

## Правовий статус
20 жовтня 2022 року Європейський Союз запровадив санкції проти Shahed Aviation Industries, стверджуючи, що компанія постачає безпілотники російським військам для вторгнення в Україну. Проте, Росія заперечує використання іранських БпЛА.
У листопаді 2022 року Shahed Aviation також потрапила під санкції США та Канади, а у грудні 2022 року до санкцій приєдналася Австралія.